# Conall Laeg Breg
Conall Laeg Breg mac Áedo Sláine (mort en 612) roi de Brega issu du Síl nÁedo Sláine une lignée des Uí Néill du sud. Il est le fils aîné de l'Ard ri Erenn Áed Sláine mac Diarmato (mort en 604). Il règne de 604 à 612. Il n'est pas nommé « roi de Brega » dans les chroniques d'Irlande mais selon un poème sur les souverains du Síl nÁedo Sláine inclus dans le Livre de Leinster il est le second de ses souverains. 
Son père a traîtreusement mis à mort son neveu, Suibne mac Colmáin (mort en 600) du Clan Cholmáin et à lui-même été tué lors d'un combat par le fils de Suibne Conall Guthbinn (mort en 635) provoquant ainsi une faide parmi les Ui Neill du sud. Dans le contexte de cette faide Conall Laeg Breg est tué à son tour lors de la bataille d' Odba par Óengus mac Colmáin (mort en 621) du Clan Cholmáin Bicc en 612.